# بهشية متطاولة
البَهْشِيِّة المتطاولة (باللاتينية: Ilex oblonga) نوع نباتي يتبع جنس البهشية من الفصيلة البهشية.
موطنها الصين.